# آبشار نواداها
آبشار نواداها (به انگلیسی: Nawadaha Falls) آبشاری است که در میشیگان، ایالات متحده آمریکا واقع شده و ارتفاع کلی ریزشگاه آن ۱۵ پا (۴٫۶ متر) است.